# Westerzicht
Westerzicht is een woonwijk gelegen in de gemeente Vlissingen, in de Nederlandse provincie Zeeland. De wijk ligt in het gebied Groot-Lammerenburg. Het inwoneraantal is 1660 (in 2008).
De woonwijk beslaat 37 hectare en hierop zijn in de jaren zeventig ongeveer 800 traditionele eengezinswoningen gebouwd. Een deel van de woningen was huurwoning, een deel koopwoning. In later jaren zijn een aantal van de huurwoningen verkocht. De stedenbouwkundige planning is traditioneel voor de bouwperiode. De huizen zijn bijna allemaal gelegen aan een woonerf met eigen parkeergelegenheid. Enkele huizen liggen aan de rondweg die een snelheidsbeperking kent van maximaal dertig kilometer per uur en die de wijk ontsluit.
Stad: Vlissingen

Dorpen: Oost-Souburg · Ritthem · West-Souburg

Buurtschap: Groot-Abeele

Wijken: Bloemenbuurt · Groot-Lammerenburg · Lammerenburg · Nieuw-Bonedijke · Scheldekwartier · Vlissingen-Oost · Vlissingen-Stadshaven · Westerzicht

Zeeland: Steden en dorpen in Zeeland      Nederland: Provincies · Gemeenten